# Chirolophis ascanii
Chirolophis ascanii és una espècie de peix de la família dels estiquèids i de l'ordre dels perciformes.

## Descripció
- El mascle fa 25 cm de llargària màxima (encara que la seua mida normal és de 17,5) i la femella 1,79.
- 50-54 espines i cap radi tou a l'aleta dorsal.
- 35-40 radis tous a l'aleta anal.
- Boca similar a la de les granotes i amb el morro rom.
- Té un gran tentacle a sobre de cada ull, un altre de més petit al front i d'altres a la part superior del cap i a les espines de l'aleta dorsal.
- El primer radi de l'aleta anal és una espina curta i flexible.
- Aletes pèlviques molt reduïdes.
- Aletes pectorals petites i en forma de ventall.
- La línia lateral té una línia dorsal i una altra mediolateral de neuromasts (la primera comença amb 4-5 porus).[8][9]

## Reproducció
Té lloc entre els mesos d'octubre i desembre.

## Alimentació
Menja invertebrats bentònics (mol·luscs, poliquets, esponges de mar, etc.) i algues.

## Hàbitat i distribució geogràfica
És un peix marí, bentopelàgic (entre 10 i 400 m de fondària, normalment entre 10 i 30) i de clima temperat (72°N-49°N, 70°W-32°E), el qual viu a l'Atlàntic nord-oriental (Noruega, Skagerrak, Kattegat, Öresund, Helgoland, les illes Britàniques, les illes Òrcades, les illes Fèroe, les illes Shetland i Islàndia) i l'Atlàntic nord-occidental (l'illa de Baffin, el golf de Sant Llorenç, Terranova i el Quebec al Canadà).

## Observacions
És inofensiu per als humans.